# Prodidomus papavanasanemensis
Prodidomus papavanasanemensis là một loài nhện trong họ Gnaphosidae.
Loài này thuộc chi Prodidomus. Prodidomus papavanasanemensis được Mordecai Cubitt Cooke miêu tả năm 1972.